# Хинглиш
Хи́нглиш (англ. Hinglish; аббр.: хинди (Hindi) + Инглиш (English)) — распространённый в Индии смешанный язык на основе английского языка и различных языков Индии. Дэвид Кристал, лингвист из Уэльского университета, в 2004 году предположил, что на этом языке говорят около 350 миллионов человек.
Также в Великобритании на хинглише говорят многие иммигранты из Индии.